# Tamer Balcı
Tamer Balcı (12 de fevereiro de 1918) é um ator turco.

## Início de vida e educação
Nasceu em Istambul, na Turquia.

## Carreira
Entre 1951 e 1977, Balcı fez quatorze filmes, incluindo o filme de 1952 Tarzan em Instambul.
| Ano  | Título                               | Gênero             | Papel  | Notas |
| ---- | ------------------------------------ | ------------------ | ------ | ----- |
| 1951 | Ali Ile Veli                         | Comédia e Aventura |        |       |
| 1952 | Tarzan in Istanbul                   | Aventura           | Tarzan |       |
| 1952 | The Treasure of Çakircali Mehmet Efe | Aventura e Drama   |        |       |
| 1953 | Köroglu-Türkan Sultan                | Romance e Drama    |        |       |
| 1954 | Meyhane Koseleri                     | Drama              |        |       |
| 1954 | Nasreddin Hoca ve Timurlenk          | Comédia            |        |       |
| 1954 | Charlot in Istanbul                  | Comédia            |        |       |
| 1955 | Kanlariyla Õdediler                  | Drama              |        |       |
| 1961 | Sepetçioglu                          | Aventura           |        |       |
| 1964 | Desert Law                           | Aventura           |        |       |
| 1964 | None but the Lonely Spy              | Ação               |        |       |
| 1972 | Kader Yolculari                      | Drama              |        |       |
| 1973 | Mahpus                               | Romance e Drama    |        |       |
| 1977 | Hinç                                 | Ação e Drama       | Hasan  |       |